# Nanbu, Yamanashi
Nanbu (japanska: 南部町?, Nanbu-chō) är en  landskommun (köping) i Yamanashi prefektur i Japan. 